# Китайко Ігор Миколайович
Ігор Миколайович Китайко (нар. 30 травня 1963, Дніпропетровськ) — радянський український футболіст, виступав на позиції захисника.

## Життєпис
Народився в Дніпропетровську. Вихованець місцевої школи «Дніпро-75», перший тренер — І. Ветрогонов.
Дорослу футбольну кар'єру розпочав 1981 року в севастопольській «Атлантиці», за яку зіграв 1 матч у Другій союзній лізі. У 1983 році захищав кольори аматорського колективу «Зірка» (Лубни). Наступного року перейшов до «Машуку». У футболці п'ятигорського клубу зіграв 25 матчів у Другій лізі. У 1985 році перейшов до «Динамо». Дебютував у футболці ставропольського клубу 6 квітня 1985 року в програному (0:1) виїзному поєдинку 1-го туру Західної зони Першої ліги проти батумського «Динамо». Ігор вийшов на поле в стартовому складі та відіграв увесь матч. У складі «Машука» зіграв 22 матчі в Першій лізі СРСР та 1 поєдинок у кубку СРСР.
По ходу сезону 1985 році перебрався у «Ворсклу». У 1987 році разом з полтавчанами дебютував у Другій лізі СРСР, виступав у команді до завершення сезону 1990 року. На професіональному рівні в складі «Ворскли» зіграв 157 матчів та відзначився 7-ма голами. Футбольну кар'єру завершив 1991 року в складі «Машука» в Другій нижчій лізі (5 поєдинки).